# CAS@home
CAS@home（Chinese Academy of Sciences at Home），是一个由中国科学院高能物理研究所主导的分布式计算项目。目前研究的项目有SCThread（蛋白质结构预测）。